# At være John-John
At være John-John (originaltitel: Vinterviken) er en svensk dramafilm fra 1996 instrueret af Harald Hamrell. Den er baseret på en roman af Mats Wahl og har blandt andre David Tainton og Lina Englund i hovedrollerne.
Filmen fik premiere den 26. januar 1996.

## Medvirkende (i udvalg)
- David Tainton som John-John Sundberg
- Lina Englund som Elisabeth
- Peter Haber som Frank
- Anki Lidén som Lisbeth
- Kjell Bergqvist som Rolf
- Allan Svensson som lærer
- Eric Ericson som Staffan
- Irene Lindh som Majken
- Lillian Johansson som sygeplejerske
- Henrik Dorsin som statist